# Balonmano Base Villaverde
La Escuela de Balonmano Villaverde, más conocida como Balonmano Base Villaverde, es un club español de balonmano de Madrid.

## Trayectoria
Del popular distrito madrileño de Villaverde y gracias al empuje de un exjugador de balonmano David Ríos, el club se empezó a fraguar en 1988, cuando el proyecto deportivo fue cogiendo forma en el colegio Juan de la Cierva de Madrid. Como equipo exclusivamente femenino en sus inicios, fue en 1993, un año después de su fundación oficial, cuando se le unió una sección masculina, con escuelas de los colegios del distrito: Juan de la Cierva, Antonio de Nebrija, Plata y Castañar...
Con la base como motor del equipo fue la temporada 1995-96 cuando un equipo infantil se hizo con el título de la Comunidad por primera vez en la historia del club.
En la temporada 2002/03 el club consigue tener un pabellón para realizar sus entrenamientos. Tras la conclusión de la construcción en el barrio madrileño de Los Rosales del Pabellón Municipal Felix Rubio (en honor del expresidente fallecido) el club comenzó sus entrenamientos bajo techo.
En el 2002/03 el club saca sección de baloncesto, sección que no duró mucho tiempo y terminó por desaparecer.
En 2021 el BASE Villaverde recibió el premio a la experiencia local en la promoción de las mujeres deportistas.

## Equipos

### Equipo femenino
En la temporada 2001/02 se consigue el primer ascenso a Primera Nacional del equipo senior de la mano de David Ríos y una plantilla de jugadoras de la cantera que permanecieron otros dos años en Primera, descendiendo en la 2003/04. 
Tras dos temporadas en Primera Nacional y otras tres en División de Honor Plata, ascendió tras la temporada 2015/16. El Base Villaverde, gran sorpresa en la fase final de ascenso desde la categoría de Plata, afrontó la primera temporada en toda su historia en la Liga Loterías, con un plantel de jugadoras muy joven y con una Carmen Campos que empezaba a destacar, además del fichaje de la guardameta Patricia Encinas desde el Getasur madrileño y los primeros partidos de la portero internacional española Nicole Wiggings.
Actualmente juega en División de Honor Plata, la tercera competición del balonmano español.